# Contarinia plicata
Contarinia plicata är en tvåvingeart som beskrevs av Gagne 1993. Contarinia plicata ingår i släktet Contarinia och familjen gallmyggor.
Artens utbredningsområde är Kenya. Inga underarter finns listade i Catalogue of Life.